# سيريل تورنر
سيريل تورنر (11 يناير 1902 - 19 نوفمبر 1968) (بالإنجليزية: Cyril Turner)‏ هو لاعب كريكت بريطاني (وحمل سابقاً جنسية المملكة المتحدة لبريطانيا العظمى وأيرلندا).